# Наро-Фоминская платная дорога
Наро-Фоминская платная дорога — проект по проектированию, строительству и эксплуатации на платной основе новой дороги в обход центра г. Наро-Фоминска (Московская область).
Наро-Фоминская платная дорога будет построена и запущена в эксплуатацию в 2021 году. Трасса общей протяженностью 2,6 км начнется от примыкающей к Кубинскому шоссе улицы Пешехонова, пройдёт по капитальному автодорожному мосту через реку Нара (взамен существующего деревянного мостового перехода, сооруженного на месте разрушенного временем танкового моста), а затем через новый путепровод на пересечении с улицей Калинина соединится с автодорогой «Наро-Фоминск-Васильчиново». Проект автомобильной дороги предусматривает строительство следующей инфраструктуры:
- мостовой переход через р. Нару на две полосы движения с пешеходным тротуаром и пешеходными сходами;
- путепровод через ул. Калинина на две полосы движения с возможность въезда и выезда с трассы;
- пункты взимания платы (ПВП);
- все необходимые для эксплуатации дороги сооружения: водопропускные, очистные и др.

## Предпосылки к строительству
Город Наро-Фоминск Московской области является транзитным транспортным узлом, соединяющим через Кубинское шоссе и центральные улицы города (ул. Володарского, ул. Площадь Свободы, ул. Маршала Жукова, ул. Окружная) автомагистрали М-1 «Беларусь» и М-3 «Украина». Для улучшения текущей ситуации требуется дополнительная дорожная инфраструктура, которая могла бы соединить разделенные водной преградой районы и частично перераспределить автомобильные потоки в городе. В связи с отсутствием в муниципальном бюджете финансирования на создание подобных объектов было принято решение о проектировании, строительстве и содержании новой дороги, включая мост через р. Нару и путепровод через ул. Калинина, за счет средств частного инвестора.

## Стоимость проезда
По словам представителей концессионера, точная стоимость проезда будет определена к моменту завершения строительства и началу эксплуатации дороги. Тарифная политика будет разработана с учетом прогнозируемой интенсивности дорожного движения, категорий транспортных средств, потребительского спроса, общеэкономической ситуации в стране и других параметров, определяющих оптимальную стоимость проезда как для автовладельцев, так и для инвестора.
В соответствии с законом и условиями концессионного соглашения, транспорт общего пользования, машины аварийно-спасательных служб, скорой помощи и полиции смогут пользоваться данной автомобильной дорогой бесплатно.
В связи с тем, что новая дорога частично пройдет по существующей городской ул. Пешехонова, проектом предусмотрено сохранение свободного от оплаты подъезда и выезда к домам, расположенным на этой улице.

## Технические параметры дороги
- Общая протяженность: 2,6 км.
- Общее количество полос движения: 2.
- Техническая категория — магистральная транспортно-пешеходная дорога районного значения
- Ширина полосы движения — 3,5 м

## Этапы реализации проекта
В декабре 2015 года, руководствуясь положениями Федерального закона от 21 июля 2005 года № 115-ФЗ «О концессионных соглашениях», ООО «Наро-Фоминская платная дорога» выступило в порядке частной инициативы с предложением о заключении концессионного соглашения с городским поселением Наро-Фоминск Наро-Фоминского муниципального района Московской области.
14 сентября 2016 года было подписано первое в России муниципальное концессионное соглашение на создание транспортной инфраструктуры между городским поселением Наро-Фоминск Наро-Фоминского муниципального района Московской области и ООО «Наро-Фоминская платная дорога».
29 марта 2017 года состоялись публичные слушания по проекту планировки и проекту межевания территории автодороги.
Проект планировки территории и проект межевания территории для строительства будущей автодороги утвержден 27.06.2017 года Распоряжением Министерства строительного комплекса Московской  области. Проектно-сметная документация получила положительное заключение Государственной экспертизы.
Планируемый срок ввода дороги в эксплуатацию — 2021 год.